# Laakapu
Laʻakapu je bila havajska plemkinja i poglavarica Velikog otoka kao supruga havajskog poglavice Kahoukapua. Njihov je sin bio poglavica Kauholanuimahu, nasljednik svoga oca.

## Životopis
Gospa Laʻakapu rođena je na drevnim Havajima, ali nije poznato na kojem otoku. Roditelji su joj bili Huanuikeʻekeʻehilani i Keomahuʻilani (Ke-ō-mahuʻi-lani). Prema slavnom povjesničaru Samuelu Kamakauu, bila je potomak plemića zvanog Kila.

### Poglavarica Velikog otoka
Udala se za poglavicu Kahoukapua, čiji je djed bio slavni Kalaunuiohua. Sin Kahoukapua i Laʻakapu bio je poglavica Kauholanuimahu, koji je zavladao svojim otokom nakon očeve smrti. Laʻakapu je bila pretkinja mnogih plemića i poglavica.
Stara legenda kaže da Laʻakapu isprva nije mogla začeti, pa je pitala svećenika za savjet, koji joj je rekao da mu donese određenu vrstu ribe. Laʻakapu nije uspjela dvaput, a nakon što je izgubila strpljenje, svećenik joj je napokon otkrio koju vrstu ribe želi. On je zatim izveo ritual, žrtvujući ribu te je Laʻakapu, nakon što je spavala s Kahoukapuom, rodila sina.

### Drugi brakovi
Laʻakapu je imala još dvojicu muževa, čija su imena bila Kanalukapu i Lanakukahahauula. Djeca Laʻakapu i Kanalukapua:
- Hilo (sin)[8]
- Kapulaa (kći)

Lanakukahahauula i Laʻakapu imali su kćer imenom Lulanalomakukahahauula, koja je imala troje djece.